# Steffen Weinhold
Steffen Weinhold (* 19. Juli 1986 in Fürth) ist ein ehemaliger deutscher Handballspieler. Er spielte im Rückraum rechts und auf der Mittelposition.

## Karriere

### Verein
Weinhold durchlief alle möglichen Auswahlmannschaften – vom Bezirk, über den BHV, bis hin zum DHB. Sein bisher größter Erfolg war der Gewinn der Junioren-Europameisterschaft 2006. Er machte im Alter von 15 Jahren den wichtigen Schritt von der HG Zirndorf zur HC Erlangen. Dort spielte er in der B- und A-Jugend und holte einige Bayerische Meisterschaften. Bereits mit 17 Jahren bestritt er für den HCE sein erstes Spiel in der 2. Bundesliga. Er wechselte im Jahr 2007 vom HC Erlangen in die erste Bundesliga zur HSG Nordhorn, wo er gleich in seiner ersten Saison den EHF-Pokal gewann. Ab der Saison 2009/10 spielte er für den TV Großwallstadt. Im Sommer 2012 schloss sich Weinhold der SG Flensburg-Handewitt an, mit der er 2014 die EHF Champions League gewann. Zur Saison 2014/15 wechselte er zum Rekordmeister THW Kiel und gewann mit diesem mehrfach die Meisterschaft, den DHB-Pokal sowie 2020 die Champions League. Nach der Saison 2023/24 verließ er den THW.

### Nationalmannschaft
Am 27. Februar 2008 gab Steffen Weinhold unter Trainer Heiner Brand sein Debüt in der A-Nationalmannschaft in einem Testspiel gegen die Schweiz. Bei seinem Weltmeisterschaftsdebüt 2013 in Spanien erzielte er im ersten Gruppenspiel des DHB-Teams sieben Treffer und wurde anschließend zum Spieler des Spiels gewählt. Bei der Europameisterschaft 2016 war er nach dem verletzungsbedingten Ausfall von Uwe Gensheimer Kapitän der deutschen Mannschaft. Beim 25:21-Sieg in der Vorrunde gegen Slowenien wurde er zum „Player of the Match“ bestimmt. Im Hauptrundenspiel gegen Russland erlitt er kurz vor Spielende einen Muskelbündelriss im linken Oberschenkel und konnte im weiteren Turnierverlauf nicht mehr eingesetzt werden. Die Mannschaft gewann am 31. Januar 2016 gegen Spanien den Titel.
Bei den Olympischen Spielen 2016 in Rio de Janeiro rückte Weinhold nachträglich für den verletzten Patrick Groetzki in den Kader. Am Turnierende gewann er mit der deutschen Mannschaft die Bronzemedaille. Dafür erhielt er am 1. November 2016 das Silberne Lorbeerblatt. Im Testspiel am 7. Januar 2018 gegen Island bestritt er sein 100. Länderspiel. Am 7. Januar wurde er in den endgültigen 16er-Kader berufen und nahm damit an der Europameisterschaft 2018 teil. Mit der deutschen Auswahl nahm er an den Olympischen Spielen in Tokio teil. Nach den Olympischen Spielen trat er aus der Nationalmannschaft zurück. Weinhold absolvierte 137 Länderspiele, in denen er 339 Tore erzielte.

## Erfolge

### Verein
- EHF-Champions-League-Sieger 2014 und 2020
- EHF-Pokalsieger 2008 und 2019
- Deutscher Meister 2015, 2020, 2021 und 2023
- DHB-Pokalsieger 2017, 2019 und 2022
- DHB-Supercupsieger 2013, 2014, 2020, 2021, 2022

### Nationalmannschaft
- U-20-Europameister 2006
- U-21-Vize-Weltmeister 2007
- Europameister 2016
- Bronzemedaille bei den Olympischen Spielen 2016

## Bundesligabilanz
| Saison    | Verein                 | Spielklasse | Spiele | Tore | 7-Meter | Feldtore |
| --------- | ---------------------- | ----------- | ------ | ---- | ------- | -------- |
| 2007/08   | HSG Nordhorn           | Bundesliga  | 34     | 19   | 0       | 19       |
| 2008/09   | HSG Nordhorn           | Bundesliga  | 34     | 100  | 0       | 100      |
| 2009/10   | TV Großwallstadt       | Bundesliga  | 34     | 129  | 0       | 129      |
| 2010/11   | TV Großwallstadt       | Bundesliga  | 32     | 113  | 0       | 113      |
| 2011/12   | TV Großwallstadt       | Bundesliga  | 24     | 67   | 0       | 67       |
| 2012/13   | SG Flensburg-Handewitt | Bundesliga  | 34     | 91   | 0       | 91       |
| 2013/14   | SG Flensburg-Handewitt | Bundesliga  | 32     | 117  | 6       | 111      |
| 2014/15   | THW Kiel               | Bundesliga  | 33     | 99   | 0       | 99       |
| 2015/16   | THW Kiel               | Bundesliga  | 21     | 58   | 1       | 58       |
| 2016/17   | THW Kiel               | Bundesliga  | 21     | 60   | 0       | 60       |
| 2017/18   | THW Kiel               | Bundesliga  | 27     | 82   | 0       | 82       |
| 2018/19   | THW Kiel               | Bundesliga  | 31     | 94   | 0       | 94       |
| 2019/20   | THW Kiel               | Bundesliga  | 20     | 46   | 0       | 46       |
| 2020/21   | THW Kiel               | Bundesliga  | 37     | 70   | 0       | 70       |
| 2021/22   | THW Kiel               | Bundesliga  | 32     | 69   | 0       | 69       |
| 2022/23   | THW Kiel               | Bundesliga  | 15     | 44   | 0       | 44       |
| 2023/24   | THW Kiel               | Bundesliga  | 19     | 30   | 0       | 30       |
| 2007–2024 | gesamt                 | Bundesliga  | 480    | 1288 | 7       | 1281     |

## Trivia
Steffen Weinhold war von 1996 bis zum Abitur Schüler des Dietrich-Bonhoeffer-Gymnasiums Oberasbach.